# Batalha de Es Sinn
A Batalha de Es Sinn foi um confronto militar da Primeira Guerra Mundial entre as forças anglo-indianas e otomanas.
Aconteceu em 28 de setembro de 1915, durante a Campanha da Mesopotâmia. Os lados lutaram para determinar controlaria a região dos rios Tigres e Eufrates, onde hoje é o Iraque. Os governos britânico e indiano também viram isso como um teste para as forças otomanas e se um novo avanço para capturar Bagdade era possível. As forças anglo-indianas da Força Expedicionária Indiana D estavam sob o comando do Major-General Charles Vere Ferres Townshend, e as forças otomanas pelo Coronel Nureddin.
O confronto ocorreu a sul da cidade de Kut-al-Amarah, ao longo das margens do rio Tigre. Após uma marcha nocturna, as tropas britânicas e indianas derrotaram as forças otomanas, expulsando-as das suas posições defensivas ao longo do Tigre. A captura da posição Es Sinn permitiu a captura de Kut, e com ela o controle sobre os rios Tigre e Eufrates, pelas forças britânicas no dia seguinte, resultando numa vitória das forças anglo-indianas.